# Chartreuse Notre-Dame-du-Val-Royal de Gand
Pour les articles homonymes, voir Notre-Dame et Chartreuse Notre-Dame (homonymie).
La chartreuse Notre-Dame-du-Val-Royal de Gand (en néerlandais 's-Koningsdale, en latin Cartusia Vallis Regalis) était un monastère de l'ordre des Chartreux fondé en 1328 à Roygem (Rooigem (nl)), un quartier de la ville de Gand.
La chartreuse est détruite en 1578, victime des guerres de religion, les moines s'établissant alors dans un couvent du Tiers-Ordre franciscain. Cependant, en 1783, Joseph II dissout définitivement la communauté religieuse, comme toutes les congrégations du pays.

## Histoire
La chartreuse est fondée à Roygem, juste à l'extérieur de Gand, sur la route de Tronchiennes, en 1328 par Simon Willebaert, chanoine de l'église collégiale de Bruges avec le soutien de Louis de Nevers, comte de Flandre. La chapelle est achevée en 1330. En 1383 est consacrée la nouvelle église. La maison reste fidèle au pape de Rome durant le schisme d'Occident. 
Après une période de prospérité jusqu'à la fin du XIVe siècle, des conflits entre la ville de Gand et le comte de Flandres causent l'appauvrissement de la communauté. Sous le priorat de Jacobus Ruebs, de 1420 à 1460, la situation s'améliore, et la communauté jouit de la paix et du bien-être matériel jusqu'en 1566. Cette année là, la maison est pillée par les Gueux. En février 1578, la chartreuse est démolie par les calvinistes et les moines se réfugient en ville. 
Six ans plus tard, en 1584, ils peuvent s'établirent dans le couvent des frères tertiaires au lieu dit Meerhem, actuellement occupé par la clinique Saint-Jean de Dieu. 
Les XVIIe et XVIIIe siècles sont relativement calmes, malgré une occupation par les troupes anglaises de 1692 à 1695. Joseph II élu empereur, dissout toutes les congrégations religieuses en 1783.
Une tentative pour reprendre la vie cartusienne à Gand de mi-1790 à mi-1792 n'aboutit pas.

## Moines célèbres
- Goswin van der Beke ou de Beka, Goswinus Becanus (1360/1370-1429), théologien, profès de Bois-Saint-Martin, prieur à Gand (1417-1418), à Tournai (1418-1419), en même temps que visiteur de la province de Picardie-Sud, puis prieur de Bois-Saint-Martin (1419-1423), et à Dijon (1423-1429[1].
- Guillaume Biebuick ou Bibaut ou Bibauce (†1535), profès de Gand, révérend père général des chartreux.
- Willem van Branteghem ou Guillelmus de Branteghem (~1480-ná 1537)
- Ammonius Levinus van der Maude, Livinus Ammonius (1475?-1556), il fait partie des premiers philologues à étudier le latin et le grec aux Pays-Bas. En 1533, il doit partir pour la chartreuse de Roygem , car son supérieur assimile la philologie au protestantisme[2].
- Arnold Havens, Arnoldus Havensius (nl) (1540- ~1610), prieur de Val-Royal, auteur d'un livre sur les 12 martyrs de Ruremonde en 1608[3].